# Slag bij Amel
De Slag bij Amel of de Slag bij Amblève is een veldslag uit de Frankische Burgeroorlog. De veldslag vond plaats in 716, nabij Amel (in de noordelijke Ardennen, in het Duitstalige deel van het huidige België). In dit gewapende treffen versloeg de hofmeier van Austrasië, Karel Martel, zijn Neustrische rivalen: koning Chilperik II met zijn hofmeier Raganfrid. Voor Karel Martel was het zijn eerste belangrijke overwinning. Na de Slag bij Amel zou hij in de resterende vijfentwintig jaar van zijn leven (tot zijn dood in 741) tegen een grote verscheidenheid aan tegenstanders nooit meer een veldslag verliezen.

## Aanleiding en verloop van de strijd
In deze veldslag liet Martel voor het eerst zien dat hij over uitstekende militaire kwaliteiten beschikte. Na zijn nederlaag in de Slag bij Keulen tegen het gecombineerde leger van koning Radboud en koning Chilperik II had Martel zijn troepen verzameld in het Eifelgebergte en wachtte op een gelegenheid om het terugtrekkende leger van Chilperik aan te vallen. Het leger van Radboud was toen alweer noordwaarts vertrokken naar Frisia. Zijn manschappen vielen het veel grotere leger van Chilperik II en zijn bondgenoten aan terwijl deze in de middag aan het rusten waren. Toen de verdediging zich had georganiseerd, fingeerde Karel Martel een terugtocht. Zijn tegenstanders achtervolgden hem en liepen zo in een door Karel Martel gelegde hinderlaag. De strijd was snel beslist, al konden Chilperik en Raganfrid nog net op tijd wegkomen.
Een gefingeerde terugtocht was sinds de oudheid niet meer vertoond in West-Europa. Dit vergt een goede voorbereiding en verkenning van het terrein, een goed georganiseerd en geleid leger, en vooral een perfecte timing. Met deze veldslag liet Karel voor het eerst zijn militaire genie zien.

## Overig
In de Annales Mettenses, de meest volledige bron over de slag bij Amel, wordt na de verwikkelingen die voortvloeiden uit de inval van de Friese koning, niets meer vernomen over de zegevierende Radboud na diens overwinning op Karel Martel. Zijn vermeende betrokkenheid bij de slag is ontleend aan een terloopse opmerking in de Passio Agilolfi (geschreven in de 11e eeuw) over Radboud als bondgenoot van Ranganfred..